# Grammodes afrocculta
Grammodes afrocculta là một loài bướm đêm trong họ Erebidae.